# U-193
| U-193 | U-193 | U-193 |
| --- | --- | --- |
| U 193 | | |
| | | |
| Німецький підводний човен U-190, однотипний з U-193, в порту Сент-Джонса після капітуляції. Червень 1945 | | |
| Верф | Deutsche Schiff- und Maschinenbau, AG Weser, Бремен | Deutsche Schiff- und Maschinenbau, AG Weser, Бремен |
| Під прапором                                                                                             | Третій Рейх | Третій Рейх |
| Належність                                                                                               | Крігсмаріне | Крігсмаріне |
| Порт приписки                                                                                            | Штеттін Лор'ян | Штеттін Лор'ян |
| Замовлення                                                                                               | 4 листопада 1940 | 4 листопада 1940 |
| Закладений                                                                                               | 22 грудня 1941 | 22 грудня 1941 |
| Спуск на воду                                                                                            | 24 серпня 1942 | 24 серпня 1942 |
| Введений до складу флоту                                                                                 | 10 грудня 1942 | 10 грудня 1942 |
| На службі                                                                                                | 1942—1944 | 1942—1944 |
| Загибель                                                                                                 | зник безвісти після 23 квітня 1944 року в Біскайській затоці | зник безвісти після 23 квітня 1944 року в Біскайській затоці |
| Бойовий досвід                                                                                           | Друга світова війна Битва за Атлантику | Друга світова війна Битва за Атлантику |
| Проєкт                                                                                                   | | |
| Тип ПЧ                                                                                                   | великий океанський торпедний ДПЧ | великий океанський торпедний ДПЧ |
| Основні характеристики                                                                                   | | |
| Швидкість (надводна)                                                                                     | 18,2 вузла (33,7 км/год) | 18,2 вузла (33,7 км/год) |
| Швидкість (підводна)                                                                                     | 7,3 (13,5 км/год) | 7,3 (13,5 км/год) |
| Робоча глибина занурення                                                                                 | 100 м | 100 м |
| Гранична глибина занурення                                                                               | 230 м | 230 м |
| Дальність плавання                                                                                       | 63 милі (117 км) на швидкості 4 вузли (7,4 км/год) (у підводному положенні) 13 450 морських миль (24 910 км на швидкості 10 вузлів (19 км/год) (у надводному положенні) | 63 милі (117 км) на швидкості 4 вузли (7,4 км/год) (у підводному положенні) 13 450 морських миль (24 910 км на швидкості 10 вузлів (19 км/год) (у надводному положенні) |
| Екіпаж                                                                                                   | 48 офіцерів та матросів | 48 офіцерів та матросів |
| Розміри                                                                                                  | | |
| Довжина найбільша (по КВЛ)                                                                               | 76,76 м | 76,76 м |
| Ширина корпусу найб.                                                                                     | 6,86 м | 6,86 м |
| Висота                                                                                                   | 9,6 м | 9,6 м |
| Середня осадка (по КВЛ)                                                                                  | 4,67 м | 4,67 м |
| Водотоннажність надводна                                                                                 | 1144 т | 1144 т |
| Водотоннажність підводна                                                                                 | 1257 т | 1257 т |
| Силова установка                                                                                         | | |
| Дизель-електрична: 2 дизельні двигуни MAN M 9 V 40/46 2 електродвигуни Siemens-Schuckert 2 GU 345/34     | | |
| Гвинти                                                                                                   | 2 | 2 |
| Потужність                                                                                               | 2 × 2 200 к.с. (дизелі) 2 × 740 к.с. (електродвигуни) | 2 × 2 200 к.с. (дизелі) 2 × 740 к.с. (електродвигуни) |
| Озброєння                                                                                                | | |
| Артилерія                                                                                                | 1 × 105-мм палубна гармата SK C/32 | 1 × 105-мм палубна гармата SK C/32 |
| Торпедно- мінне озброєння                                                                                | 4 носових і 2 кормових ТА; 22 торпеди або 44 міни TMA чи 66 TMB | 4 носових і 2 кормових ТА; 22 торпеди або 44 міни TMA чи 66 TMB |
| ППО | 1 × 37-мм зенітна гармата SKC/30 2 (1 × 2) × 20-мм зенітні гармати FlaK 30                                                                                              | 1 × 37-мм зенітна гармата SKC/30 2 (1 × 2) × 20-мм зенітні гармати FlaK 30                                                                                              |

U-193 — німецький великий океанський підводний човен типу IXC/40, що входив до складу Військово-морських сил Третього Рейху за часів Другої світової війни. Закладений 22 грудня 1941 року на верфі Deutsche Schiff- und Maschinenbau, AG Weser у Бремені під будівельним номером 1039. Спущений на воду 24 серпня 1942 року, а 10 грудня 1942 року корабель увійшов до складу ВМС нацистської Німеччини.

## Історія служби
U-193 належав до серії німецьких підводних човнів підтипу IXC/40, найбільшої серії великих океанських човнів типу IX, подальшого розвитку IX C зі збільшеними розмірами, підвищеною дальністю плавання і без третього перископа, призначених діяти на морських комунікаціях противника на далеких відстанях у відкритому океані. Човнів цього типу випущено 87 одиниць і вони відносно результативно проявили себе в ході бойових дій в Атлантиці. 10 грудня 1942 року U-193 розпочав службу у складі 4-ї навчальної флотилії, з 1 березня 1943 року був переведений до бойового складу 2-ї флотилії ПЧ Крігсмаріне, а 1 квітня 1944 року перейшов у підпорядкування 10-ї флотилії ПЧ.
З травня 1943 року і до квітня 1944 року U-193 здійснив 3 бойових походи у Атлантичний океан, в яких провів 187 днів. Човен потопив 1 суховантажне судно (10 172 GRT).
23 квітня 1944 року U-193 вирушив у четверте й останнє патрулювання, і про нього більше ніхто не чув. Причина його зникнення досі невідома. Післявоєнна оцінка стверджує, що 28 квітня 1944 року човен помітив і атакував бомбардувальник британських Королівських ПС «Веллінгтон» 612-ї ескадрильї, чиї глибинні бомби потопили човен з екіпажем у 59 осіб неподалік від Нанта. Але, як з'ясувалося пізніше ця атака сталася проти U-802, і не спричинила німецькому човну шкоди. Причина втрати U-193 невідома; однак, оскільки Біскайська затока регулярно мінувалася Королівськими ПС, це могло стати результатом підриву на міні.

## Командири
- Корветтен-капітан Ганс Паукштадт (10 грудня 1942 — 31 березня 1944)
- Оберлейтенант-цур-зее резерву, доктор права Ульріх Абель (1—24 квітня 1944)

## Перелік уражених U-193 суден у бойових походах
| №                                                                | Дата          | Командир ПЧ            | Назва   | Тип    | Належність | Водотоннажність (брт) | Вантаж                 | Конвой | Результат та координати                                                | Наслідки атаки для екіпажу     | Прим. |
| ---------------------------------------------------------------- | ------------- | ---------------------- | ------- | ------ | ---------- | --------------------- | ---------------------- | ------ | ---------------------------------------------------------------------- | ------------------------------ | ----- |
| Другий похід (12.10.1943—10.02.1944, 122 доби; Ла-Паліс—Ферроль) |               |                        |         |        |            |                       |                        |        |                                                                        |                                |       |
| 1                                                                | 3 грудня 1943 | KrvKpt. Ганс Паукштадт | Touchet | танкер | США        | 10 172                | 120 000 барелів мазуту |        | потоплений 25°50′ пн. ш. 86°30′ зх. д. / 25.833° пн. ш. 86.500° зх. д. | 80 (10 загинули та 70 вціліли) |       |